# Phyllachora myrsinicola
Phyllachora myrsinicola är en svampart som beskrevs av Doidge 1922. Phyllachora myrsinicola ingår i släktet Phyllachora och familjen Phyllachoraceae.   Inga underarter finns listade i Catalogue of Life.